# Аналогія електрогідродинамічна

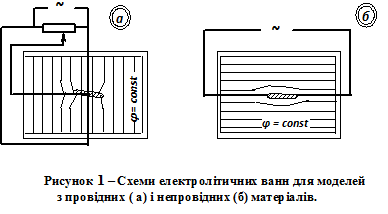

Аналогія електрогідродинамічна (ЕГДА), (рос. аналогия электрогидродинамическая; англ. electrical hydrodynamic analogy; нім. Elektrohydrodynamikanalogie f (EHDA) — аналогія між полями фільтрації рідини (закон Дарсі) і електричним струмом у провідному середовищі (закон Ома). Складає основу принципу електрогідродинамічної аналогії.
Електрогідродинамічна аналогія (ЕГДА) базується на тому, що електричний потенціал φе і функція течії ψе задовольняють рівнянню Лапласа. Граничні умови в електричному полі залежать від того, чи є тіло провідником, чи діелектриком. Для здійснення аналогії повинні дотримуватися такі відповідності:
- — якщо у електричному полі помістити тіло з непровідного матеріалу, то гідродинамічним величинам — потенціалу швидкості, функції течії і швидкості на нескінченості — відповідають електричний потенціал, функція течії і напруженість електричного поля на нескінченості. Будемо називати цю аналогію аналогією А. Очевидно, що при аналогії А лінії течії електричного і гідродинамічного полів збігаються, а вектори електричного струму мають той же напрямок, що й вектори швидкості;
- — якщо тіло провідник, то потенціалу швидкостей і функції течії у гідродинамічному полі відповідає потенціал і функція течії у електричному полі. Відповідність швидкості і напруженості електричного поля на нескінченості залишається таким самим, як і у попередньому випадку. Будемо називати цю аналогію аналогією Б. При дотриманні її вектори електричного струму і швидкості в усьому полі ортогональні.

Однорідне електричне поле, у якому вивчається обтікання про-філю, може бути створене в рідкому електроліті, налитому у ванну, за допомогою електропровідного паперу, фольги, тонкого шару електро-провідної фарби та ін. В практиці частіше за все використовуються ванни, заповнені чистою водопровідною водою, розчинами мідного купоросу, сірчаної і соляної кислоти. Концентрація розчинів повинна бути дуже малою (0,002 — 0,005 %), тому що в протилежному випадку відбуваються електрохімічні процеси і склад електроліту змінюється.
На рис. 1 наведені схеми електролітичних ванн для моделей, виготовлених з провідних (рис. 1 а) і непровідних (рис. 1 б) матеріалів.
При вивченні потоків в патрубках, колінах, дифузорах та інших елементах машин форма ванни визначається формою досліджуваного елементу.